# Heterospathe glauca
Heterospathe glauca là loài thực vật có hoa thuộc họ Arecaceae. Loài này được (Scheff.) H.E.Moore mô tả khoa học đầu tiên năm 1969.